# 中华萍蓬草
中华萍蓬草（学名：Nuphar pumila subsp. sinensis）为萍蓬草的亞種，屬睡莲科萍蓬草属。其亚种加词“sinensis”意为“中华的”。
中华萍蓬草是中国的特有植物。分布在中国大陆的湖南、江西、贵州等地，见于池塘中，目前尚未由人工引种栽培。